# Municipio de Godech
El municipio de Godech (búlgaro: Община Годеч) es un municipio búlgaro perteneciente a la provincia de Sofía. Se ubica en la esquina noroccidental de la provincia, en la frontera con Serbia.

## Demografía
En 2011 tiene 5375 habitantes, de los cuales el 96,04% son étnicamente búlgaros. Su capital es Godech, donde viven cuatro quintas partes de la población del municipio.

## Localidades
Además de la capital municipal Godech, hay 19 pueblos en el municipio:
| - Brakovtsi - Bukorovtsi - Barlia - Vradlovtsi - Varbnitsa - Guintsi - Golesh - Gubesh - Kalenovtsi | - Komshtitsa - Lopushnia - Murgash - Ravna - Razboishte - Ropot - Smolcha - Staniantsi - Tuden - Shuma |